# 송림로 (포항시)
송림로(Songrim-ro)는 대한민국 경상북도 포항시 남구 송도동 중심부를 연결하는 도로이다.

## 노선 경로
- 사거리 명칭 미상 - 축항로
- 사거리 명칭 미상 - 송도로
- 사거리 명칭 미상 - 서동로
- 삼거리 명칭 미상 - 운하로